# Barbus liberiensis
Barbus liberiensis är en fiskart som beskrevs av Steindachner, 1894. Barbus liberiensis ingår i släktet Barbus och familjen karpfiskar. IUCN kategoriserar arten globalt som starkt hotad. Inga underarter finns listade.